# Lettice Fisher
Pour les articles homonymes, voir Fisher.
Lettice Fisher (14 juin 1875 - 14 février 1956) est une historienne et militante sociale britannique. Elle est la fondatrice et la première présidente du National Council for the Unmarried Mother and her Child.

## Biographie

### Formation et enseignement
Lettice Ilbert naît en 1875 à Kensington, Londres, fille aînée du juriste et haut fonctionnaire Courtenay Peregrine Ilbert et de son épouse Jessie.
Elle fait ses études secondaires à la Francis Holland School à Londres puis au Somerville College d'Oxford, où elle obtient une mention très bien en histoire moderne en 1897. Elle travaille comme chercheuse à la London School of Economics de 1897 à 1898. Elle épouse en juillet 1899 Herbert Fisher, tuteur au New College d'Oxford. Ils ont une fille, Mary Bennett (1965-1980), qui sera principale du St Hilda's College d'Oxford de 1965 à 1980.
Elle est tutrice d'histoire moderne au St Hugh's College d'Oxford de 1902 à 1913, et enseigne également l'économie à l'Association for the Higher Education of Women d'Oxford.

### Activités sociales
Pendant son séjour à Oxford, Fisher s'investit dans le travail social bénévole. Elle participe à la fondation en 1902 d'une association d'Oxford qui lutte pour améliorer les conditions de logement et sanitaires, qui deviendra la Infant Welfare Association, qui aide les mères qui travaillent en créant clubs et des cliniques. Elle est aussi membre du comité exécutif de la Oxford Health and Housing Association, fondée en 1912. 
Elle quitte Oxford en 1913, lorsque son mari est nommé vice-chancelier, c'est-à-dire président exécutif, de l'université de Sheffield. 
Elle est suffragiste, active dans l'association suffragiste d'Oxford et présidente de la branche locale de la National Union of Women's Suffrage Societies (NUWSS) de 1916 à 1918. Elle se présente au poste de présidente de la NUWSS en 1919, pour succéder à Millicent Fawcett après la démission de celle-ci, mais c'est Eleanor Rathbone  qui est élue.
Au cours de la Première Guerre mondiale, Lettice Fisher mène un travail social parmi les travailleuses des munitions à Sheffield. Durant la guerre, Londres est confrontée aux difficultés rencontrées par les mères isolées et des enfants illégitimes. Un rapport de 1916 souligne ainsi l'augmentation de la mortalité infantile des enfants illégitimes entre 1907 et 1916, ces constats conduisent à la mise en place d'un comité puis à la fondation, en 1918, du National Council for the Unmarried Mother and her Child. Cette association lutte contre la stigmatisation associée aux familles monoparentales et s'efforce de leur apporter le soutien nécessaire. Elle milite notamment pour que les enfants ne soient pas séparés de leur mère. Lettice Fisher devient la première présidente de l'association, fonction qu'elle occupe de 1918 à 1950,. Sybil Neville-Rolfe quant à elle est nommée vice-présidente. Durant le mandat de Lettice Fisher, l'association participe aux avancées législatives concernant la reconnaissance des enfants de couples non mariés, l'adoption et les responsabilités financières des pères. L'association continue d'exister sous l'intitulé Gingerbread (en) présidée par J. K. Rowling.

### Activités éditoriales
Lettice Fisher s'intéresse également aux enjeux du suffrage universel dans les années 1920-1930, et elle écrit des livres d'histoire et d'économie pour enfants et pour adultes. Son livre Then and Now 1925) dresse un parallèle entre les enjeux des guerres napoléoniennes et les répercussions de la Première Guerre mondiale. The Housewife and the townhall: A brief description of what is done by our local councils and public services (1934) fait suite à une série d'émissions radiodiffusées, destinées à informer les femmes sur le gouvernement. Dans cet ouvrage, Lettice Fisher enjoint les femmes à participer à la vie civique, comme électrices mais également comme candidates aux élections.

### Dernières années
Son mari est nommé principal de New College à Oxford, en 1925. Il meurt en 1940, et elle s'installe définitivement dans leur maison de campagne, à Thursley, dans le Surrey. Elle y meurt le 14 février 1956, des suites d'un accident vasculaire cérébral. Ses cendres sont inhumées à New College.